# Галацан, Андрей Павлович
Андрей Павлович Галацан (1 (13) июля 1883, Комрат, Комратская волость, Бендерский уезд, Бессарабская губерния, Российская империя — 5 сентября 1943, Боровичи, Боровичский район, Ленинградская область, РСФСР, СССР) — российский революционер, участник революции 1905 года, один из руководителей Комратской республики.
Родился в 1875 году в Комрате, в семье гагаузского поселянина. По окончании Комратского и Севастопольского реальных училищ, в 1898 году поступил в Харьковский технологический институт, а впоследствии учился и в Томске. В декабре 1905 года, в разгар первой русской революции, Галацан вернулся в Комрат, где фактически возглавил работу по политической агитации среди крестьянства, что вызвало недовольство местных властей. Его арест в январе 1906 года привёл к полномасштабному крестьянскому восстанию в Комрате, итогом которого стало провозглашение Комратской республики, просуществовавшей 5 дней и разгромленной частями царской армии. Вместе с другими участниками комратских событий Галацан провёл три месяца под арестом без суда и следствия, а в апреле 1906 года они все были отпущены из тюрьмы без предъявления обвинений. В августе он был арестован во второй раз и снова посажен в тюрьму, однако уже в сентябре был освобождён и отправлен под надзор полиции в Харьков, не потеряв при этом связи с комратчанами и продолжив заниматься революционной деятельностью. В феврале 1907 года был осуждён за подстрекательство к бунту и приговорён к заключению в крепость, в которой отсидел год с лишним. По окончании Харьковского технологического института в 1910 году работал инженером-конструктором на различных предприятиях, в том числе и после Октябрьской революции 1917 года. Проживал в Ленинграде и после начала Великой Отечественной войны в 1941 году был эвакуирован вместе с заводом в Ленинградскую область (современную Новгородскую). Там, в 1942 году Галацан был арестован, а в 1943 году — расстрелян. Память о нём чтят в Комрате, именем Галацана названа одна из центральных улиц города.

## Биография

### Молодые годы
Андрей Павлович Галацан родился 1 (13) июля 1883 года в Комрате Бессарабской губернии. Из семьи поселянина. По национальности — гагауз, или болгарин. По вероисповеданию — православный.
Окончил Комратское реальное училище. Выпустившись из реального училища в Севастополе, в 1898 году поступил в Харьковский технологический институт, где учился на механическом отделении. В этом время увлёкся социалистическими идеями и после студенческих волнений 1899 года отчислен из университета «за уличное участие в беспорядках». Затем, согласно «Временных Правил об отбывании воинской повинности воспитанниками высших учебных заведений, удаляемыми из сих заведений за учинение скопом беспорядков», Галацан был отправлен в Старобыльские казармы для прохождения военной службы, получив чин ратника 2-го разряда.
Дальнейшие стремления продолжить учёбу не увенчались успехом. Так, Галацан пытался поступить в Екатеринославское высшее горное училище, затем в Императорское Московское инженерное училище Ведомства путей сообщения, но везде получал отказ из-за политической неблагонадёжности. По некоторым данным, в 1899—1901 годах он состоял студентом Томского технологического института имени Императора Николая II. С 1902 года он жил в Комрате, став «главным „письмоводителем и ходатаем поселян“». Поддерживал программу Всероссийского крестьянского союза по объединению крестьянства, подолгу общался с крестьянами, распространял среди них революционные идеи. В 1904 году, будучи студентом третьего курса механического отделения, Галацан продолжил учёбу в Харьковском технологическом институте, но уже в 1905 году оставил её из-за нехватки денег и уехал обратно в Комрат, где приступил к активной революционной деятельности.

### Участие в Комратском восстании, судебные процессы
В конце XIX — начале XX века во многих сёлах по всей Бессарабской губернии прокатилась волна протестных выступлений гагаузского крестьянства, недовольного социальным неравенством, помещичьей эксплуатацией, злоупотреблениями священников, высокими налогами, отсутствием образования на родном языке, постоянным голодом и неурожаями. Несмотря на многочисленные аресты и использование царским правительством военной силы при подавлении волнений, крестьянское движение в Бессарабии не иссякло и особым образом проявило себя во время первой русской революции 1905—1907 годов. После расстрела январской демонстрации в Санкт-Петербурге и объявления Всероссийской политической стачки, с целью успокоить возмущения император Николай II выпустил манифест 17 октября 1905 года, в котором пообещал народу «незыблемые основы гражданской свободы», однако комратские крестьяне не поверили этому и их цели остались прежними — ликвидация частного землевладения и раздел помещичьей земли. Параллельное подавление декабрьского вооружённого восстания в Москве не привело к снижению революционной активности. С прибытием Галацана в декабре 1905 года в Комрат, как отмечалось в полицейских сводках, «мирное течение жизни обывателей сразу было нарушено», а сам он стал идейным вдохновителем и организатором крестьянского восстания 1905—1906 годов в Комратской волости. 

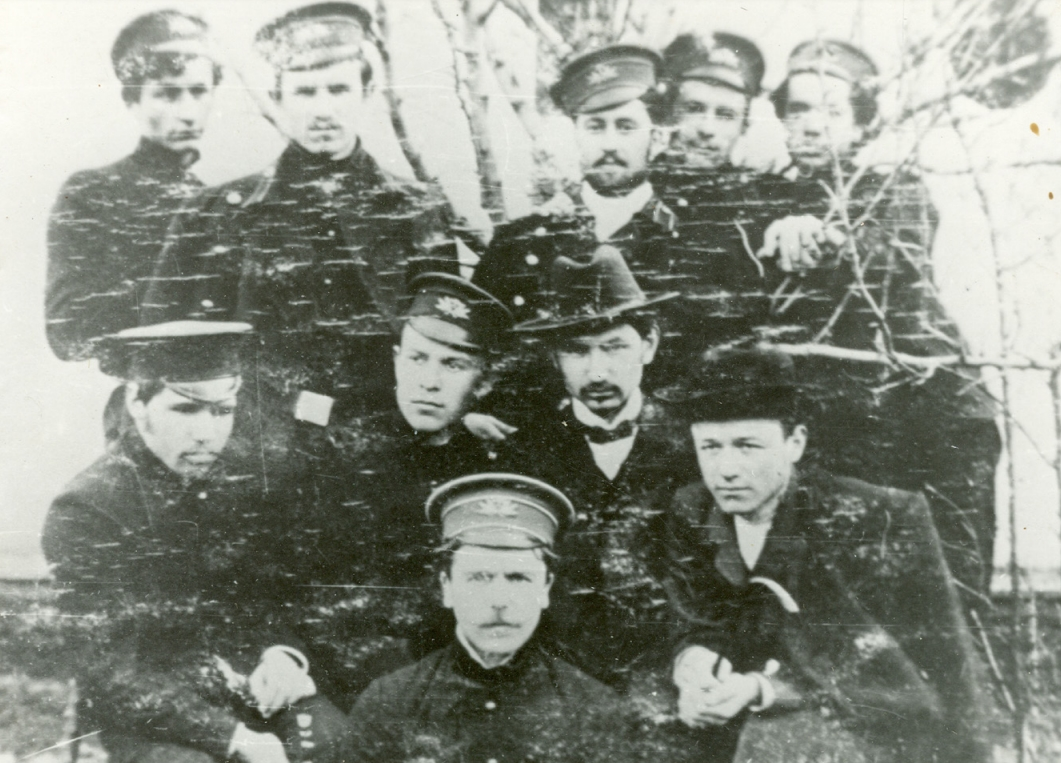
Галацан с товарищами по Комратскому училищу

Сразу после издания манифеста в Комрате начались митинги крестьянства с дебатами и беседами на политические темы, посвящённые «толкованию» манифеста. Этому предшествовала революционная агитация, в ходе которой Галацан вместе со своими товарищами из интеллигентской среды, студентами и учителями, ездил по окрестным сёлам и выступал на митингах. В полицейских отчётах указывалось, что Галацан ведёт «среди крестьян противоправительственную пропаганду и пропагандирует о необходимости вооружённого восстания», указывая «на утрату авторитета не только местными чинами, но и правительством вообще», в связи с чем призывал бороться с ними, брать власть в свои руки, осуществлять «самовольный захват чужой земельной собственности» и передавать её неимущим. Владея гагаузским, болгарским и турецким языками, обладая ораторским мастерством, познаниями в среде трудового крестьянства и простотой в общении с ним, Галацан в своих зажигательных речах подвергал умелой критике политику царского правительства, что снискало ему широкую популярность в народе, массами стекавшемся на собрания и охотно вступавшем в дебаты. Как отмечалось в донесениях жандармов, Галацан «взял на себя инициативу» толкования пунктов манифеста применительно к земельным нуждам обывателей, выставляя себя в качестве «царского посланца» с целью «осуществить высказанную мысль землеустройства». Для основы революционной работы была принята программа Всероссийского крестьянского союза как наиболее соответствующая интересам крестьян и её активно распространяли в народе. Местом сбора революционеров являлось здание местного двуклассного училища.

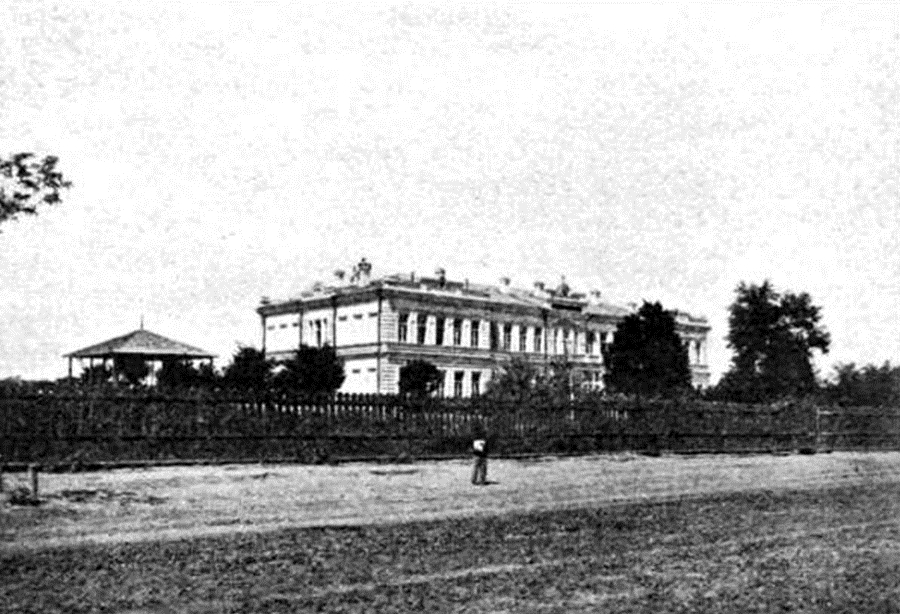
Комратское реальное училище

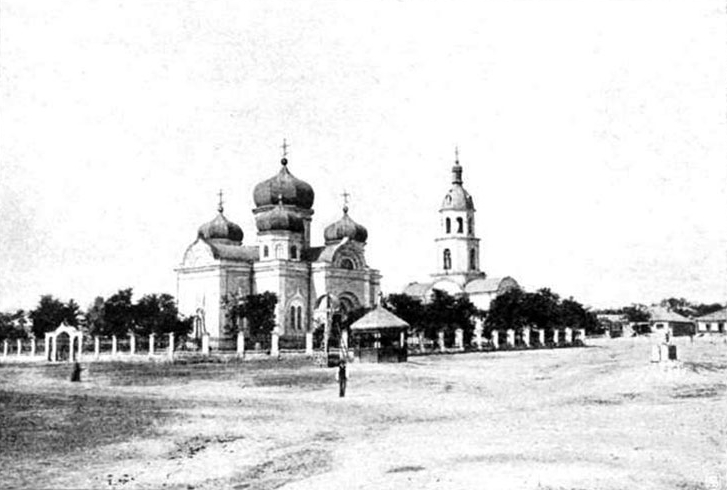
Центральная площадь Комрата с собором Святого Иоанна

Земский начальник Дерожинский при содействии волостного старшины Койчева пытался противодействовать крестьянам, организовав группу из местных кулаков и «истинно русских» людей, которые ввиду своей малочисленности не стали прибегать к физическому воздействию, а боролись с интеллигентами путём угроз, клеветы и доносов. Таким образом, Галацан вместе со своими соратниками, не испытывая практически никакого противодействия со стороны волостных властей, завладел положением в Комрате. Поняв, что медлить дальше опасно, власти решили устранить главного, по их мнению, зачинщика крестьянских волнений, что лишь послужило поводом к началу полномасштабного восстания. Поздним вечером 5 января 1906 года, прогуливаясь по одной из улиц Комрата, Галацан вместе со своим товарищем смог отбиться от банды из нескольких хулиганов под предводительством ранее судимого конокрада Казанджи и уйти от них, несмотря на прозвучавшие вслед выстрелы. После этого в тот же вечер к Галацану прибыл урядник Чеканчи, передав ему приглашение явиться к приставу Мовило для опознания задержанных, подозревавшихся в этом нападении. Придя к приставу и не обнаружив у него никаких преступников, Галацан был немедленно арестован по распоряжению Одесской судебной палаты как «возбуждавший население к аграрно-революционному движению», а затем под конвоем отправлен в Кишинёв через Чимишлию. Прождав Галацана порядка двух часов, его жена отправилась на квартиру пристава, но так и не добилась от него никаких сведений о судьбе мужа. В то же время среди сельчан разнеслись рассказы Казанджи, хваставшегося тем, что он якобы лично убил Галацана, и это лишь привело к обострению ситуации.
Собравшись на совещание в здании училища, революционеры избрали комитет во главе с учителем Болфосовым и приступили к активным действиям, решив ударить в набат и поднять народ. В ту же ночь сразу в нескольких комратских церквях зазвонили колокола, а весть о нападении на Галацана и его последующем исчезновении разнеслась по всему селу. 6 января, в Крещение, тысячная толпа крестьян под красными знамёнами двинулась по Комрату. Мовило был схвачен на выходе из церкви, задержаны были также Чеканчи и Казанджи — их всех обезоружили и доставили в волостное правление, а затем поместили под арест в здании сельской кордегардии. Руководил задержаниями поселянин Табакарь, участник русско-японской войны, один из немногих матросов, спасшихся с броненосца «Петропавловск». Крестьяне хотели рассправиться с арестованными, но были отговорены от насилия Болфосовым, тогда как исполняющий обязанности волостного старшины Кара предложил оставить их как заложников до освобождения Галацана. За конвоем с Галацаном была послана погоня в Кишинёв, однако им не удалось догнать стражников, тогда как жена самостоятельно нашла его в Чимишлии невредимым и к вечеру с этой новостью вернулась в Комрат, успокоив односельчан. В тот же день на созванном в Комрате митинге был избран волостной комитет, куда вошёл и арестованный Галацан, а затем объявлено о провозглашении Комратской республики и установлении революционно-демократической диктатуры пролетариала и крестьянства. Одним из первых решений новой власти стало прекращение мобилизации в царскую армию, а также отмена всех налогов и уничтожение долговых расписок. Таким образом, за один день в Комрате была ликвидирована царская администрация с переходом власти к революционерам, и в отдельно взятой волости начался переход от буржуазно-демократического к пролетарскому этапу революции. 
По получении известий о восстании в Комрат из Кишинёва был послан один эскадрон Лубенского драгунского полка, 
а также вице-губернатор Кнолль для руководства карательной экспедицией, в ходе которой планировалось взять село в осаду. Бессарабский губернатор Харузин поручил «ликвидировать все дела во что бы то ни стало с корнем», тогда как в его адрес от представителей комитета и сельского общества были направлены телеграммы с требованием освободить Галацана «в дерзкой форме», причём было сказано, что до того момента все задержанные представители властей будут оставаться под арестом. Тем временем, восставшие перекрыли баррикадами дороги на Кишинёв и Бендеры в месте предполагаемого наступления войск. На станции Лейпцигской железной дороги представители властей были встречены делегацией «комратских патриотов» во главе с купцом Андоновым, который вручил вице-губернатору проскрипционный список с именами всех «комратских крамольников», предупредив, что в селе «неистовствует бунт». Обойдя баррикады, 9 января войска вошли в село, в котором к своему удивлению не нашли никакого сопротивления, и как было указано в жандармских донесениях, «население же, собравшись значительными массами, преимущественно женщин, по пути следования к волостному правлению войска и вице-губернатора, не дало повода к применению репрессивных мер». Властям удалось выяснить личности участников восстания и они были взяты на учёт с намерением привлечения ответственности по 263-й статье Уложения о наказаниях, однако дальнейшие действия были отложены «ввиду серьёзности положения и могущих возникнуть осложнений при выполнении арестов и обысков в домах, где, по сведениям, имелось оружие». В тот же день в Комрате был проведён сельский сход, на котором вице-губернатор припугнул насильно согнанных сельчан суровыми последствиями за их незаконные действия и призвал их сдать оружие, однако «требование исполнено не было». 

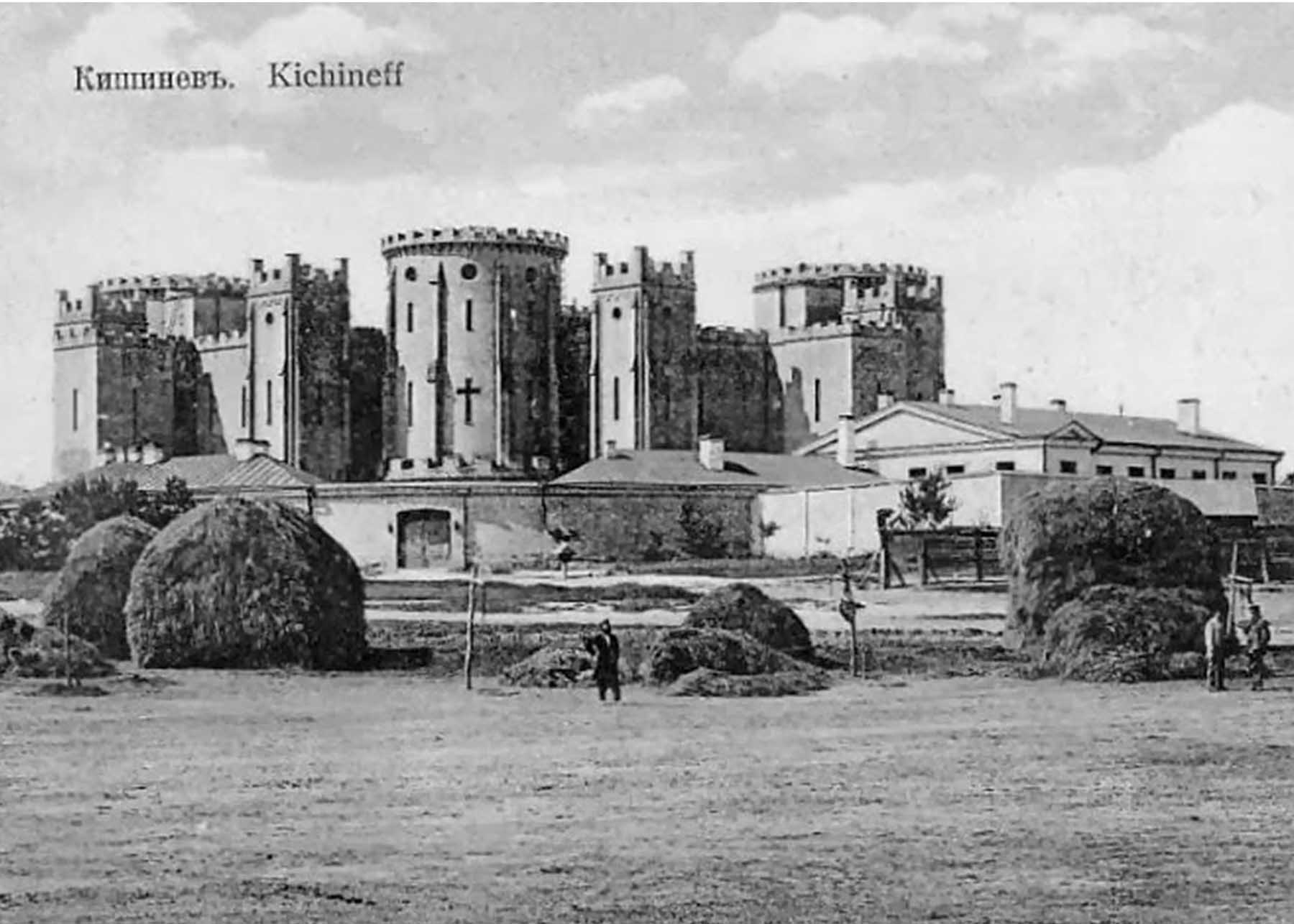
Тюремный замок, Кишинёв, нач. XX в.

Не решившись наступать малыми силами, вице-губернатор истребовал из Кишинёва подкрепления и по его прибытии 11 января власти в лице двух эскадронов драгун совместно с губернскими, уездными, волостными и сельскими силами полиции и жандармерии начал активные карательные действия по поводу событий 6 января. У крестьян изъяли всё оружие, даже кремнёвые ружья, использовавшиеся лишь для охраны садов. Комитет Комратской республики был ликвидирован, а деятели восстания арестованы по заранее заготовленным спискам и отправлены в Кишинёвскую тюрьму. Таким образом, Комратская республика была разгромлена, просуществовав всего 5 дней. Убедившись в разоружении всех крестьян, 13 января власти нагайками «созвали» второй сельский сход, на котором заставили признать протокол обвинения, где виновниками восстания были названы учителя и студенты.

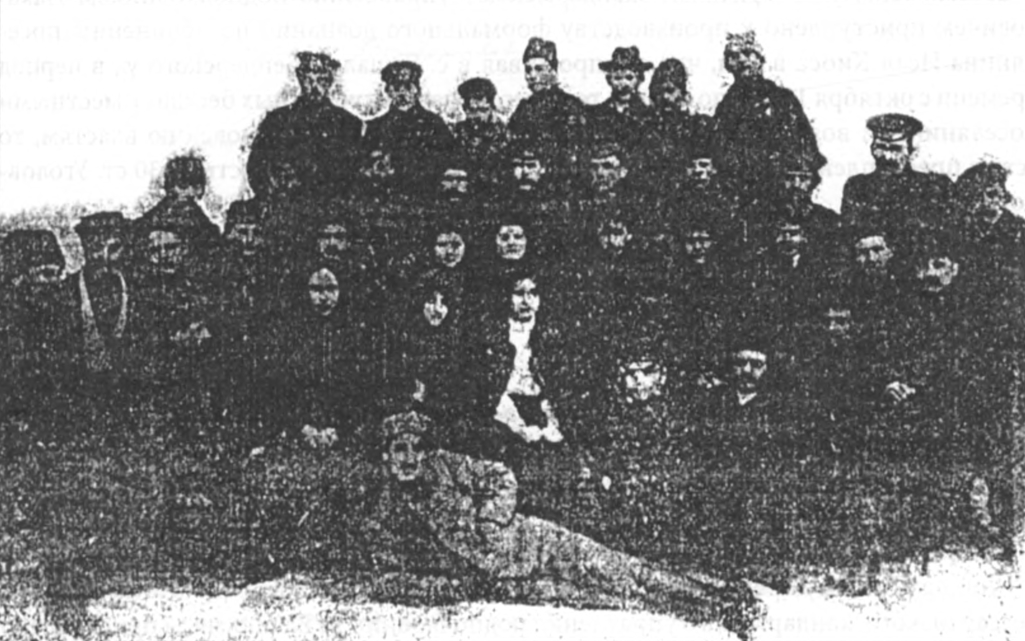
Участники комратского восстания в Кишинёвской тюрьме, 1906 г.

Особых «кровавых» репрессий не последовало, так как губернатор не поддержал намерение жандармов о проведении политического процесса. Тем не менее, арестованные без суда и следствия провели несколько месяцев в тюрьме при суровом режиме, во время которых неоднократно прибегали к различным формам протеста. В апреле они объявили голодовку, заручившись поддержкой своих требований как на воле, так и со стороны других заключённых числом более 400 человек. В адрес Кишинёвского окружного суда от арестантов поступили прошения об освобождении, причём содержавшийся в отдельной камере Галацан приложил медицинское свидетельство, «из которого было видно, что дальнейшее его содержание под стражей опасно для его здоровья». Наконец, 15 апреля все 58 комратских революционеров, в том числе и Галацан, вопреки мнению прокурора были отпущены из тюрьмы по решению суда под надзор полиции и небольшие денежные залоги, проведя в заключении порядка трёх месяцев.
Данный экстраординарный случай в деятельности судебных органов Бессарабии привлёк значительное внимание органов царского правопорядка, в том числе министерства внутренних дел в лице самого министра Столыпина. В переписке департамента полиции в адрес Одесской судебной палаты отмечалось, что подчинённый ей суд освободил арестованных «под давлением революционной прессы» и следует приложить силы для отмены этого решения, «нарушающего интересы общественной безопасности». В ответ на аналогичное требование Столыпина бессарабский губернатор сослался на то, что не может перечить суду, так как «наделавшая шум вся история с голодовкой и освобождением не даёт никакой возможности административно арестовать освобождённых, не вызывая специальных волнений и беспорядков на благодатной для революционных кругов почве». По результатам дальнейшего расследования, проведённого товарищем прокурора Одесской судебной палаты, выяснилось, что суд освободил «заведомых революционеров» во избежание непредсказуемого оборота в ходе протеста всех заключённых Кишинёвской тюрьмы, несмотря на то, что они «могут вновь устроить новые беспорядки» в Комрате, тогда как вице-губернатор Кноль категорически требовал опять арестовать Галацана.

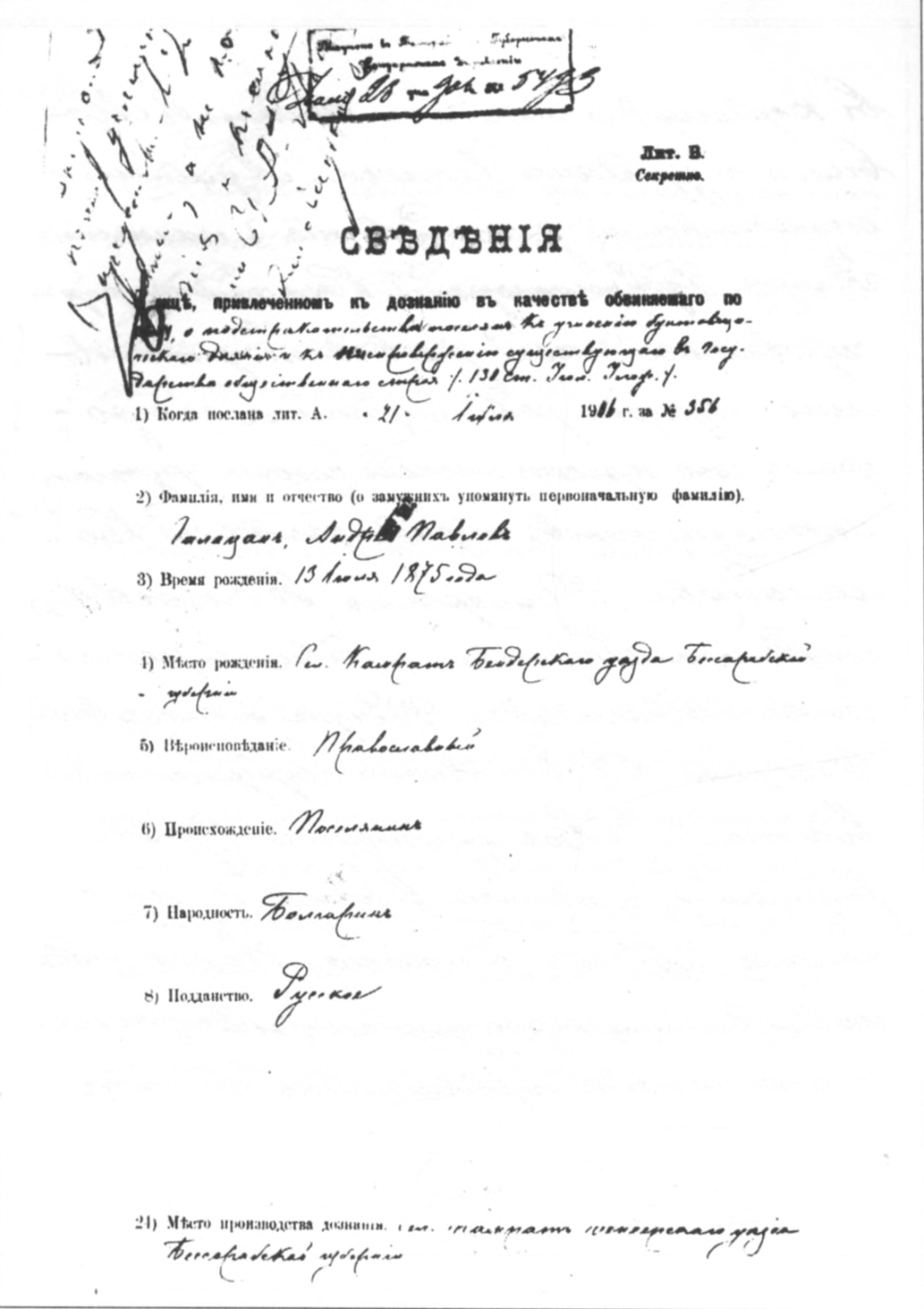
Акт о дознании в отношении Галацана, 21 июля 1906 г.

Местные власти установили негласный и строгий надзор за всеми бывшими арестантами с целью обнаружения малейших нарушений правопорядка и возвращения их в тюрьму. Самая тщательная слежка в Комрате была установлена за Галацаном, который, как указывалось в жандармских донесениях, «ходит по домам поселян и во время базарной ярмарки собирает народ и агитирует и разъясняет им, что надо быть готовыми к восстанию, чтобы раскачать основы государственного строя и ни в чём не повиноваться высшим начальствам». 16 июля 1906 года, через три месяца после выхода на свободу, было принято решение о новом аресте Галацана по 130-й статье Уложения о наказаниях, несмотря на то, что при обыске ничего подозрительного у него не было найдено. 19 августа началось следственное дознание, 21 августа на Галацана было заведено дело за «противоправительственную агитацию и пропаганду о необходимости вооружённого восстания», а 23 августа он был арестован и отправлен под конвоем в Бендерскую тюрьму, где подвергался неоднократным и продолжительным допросам.
Несмотря на все усилия властей, уже 12 сентября Галацан был освобождён из тюрьмы в распоряжение Бендерского уездного исправника, а затем «отдан под особый надзор полиции по месту избранного им места жительства» в Харькове, куда прибыл 7 октября. Находясь в Харькове, Галацан неоднократно выезжал в Комрат к большой матери, причём каждый его шаг контролировался жандармами и фиксировался со всей тщательностью, вплоть до того, «где поселился», «какие приискал занятия», «какие имеет средства для жизни». Согласно полицейским докладным, Галацан в Комрате «большую часть времени проводил у себя дома, избегая, по-видимому сношений с окружающими», однако, по предположениям историков, благодаря своим конспиративным способностям ему всё же удалось «встретиться с нужными людьми, выяснить доскональную обстановку на месте», что осталось незамеченным. 18 октября Кишинёвский окружной суд предложил освободить Галацана от уголовного преследования, однако Одесская судебная палата отклонила это ходатайство, постановив следствию в его отношении «дать дальнейшее направление». Лишь спустя год после начала всех комратских событий, 20 февраля 1907 года Одесская судебная палата по обвинению «в подстрекательстве поселян к участию в бунтовщицком деянии» и «ниспровержению существующего в России общественного строя» приговорила Галацана к заключению в крепость.
Комратское восстание повлияло на настроения жителей других сёл Бессарабии, а сопротивление властям в последующие годы нисколько не уменьшилось, причём жандармы отмечали, что стремление крестьян «произвести аграрные беспорядки» происходило именно «под влиянием преступной агитации и пропаганды» Галацана. По оценкам историков, кратковременное существование Комратской республики как результат революционной деятельности Галацана послужило основой для развития у гагаузов исторического самосознания, приведшего к провозглашению в конце XX века гагаузской автономии.

### Дальнейшая жизнь
Галацан отсидел один год и шесть месяцев в крепости, тогда как ряд других руководителей Комратской республики были сосланы в Сибирь на каторжные работы. В 1910 году он окончил механическое отделение Харьковского технологического института, получив специальность инженера–технолога. По некоторым данным, в 1912—1916 годах Галацан работал сверхштатным техником строительного отделения Харьковского губернского правления.
После Октябрьской революции трудился на конструкторской работе в народном хозяйстве — сначала в Москве, а затем в Ленинграде, где являлся активным членом Общества бессарабцев. В партию не вступал. В последние годы работал инженером завода «Цветметштамп», который с началом Великой Отечественной войны в 1941 году эвакуировали из Гатчины в Боровичи Новгородской области, где было организовано производство мин и гранат.

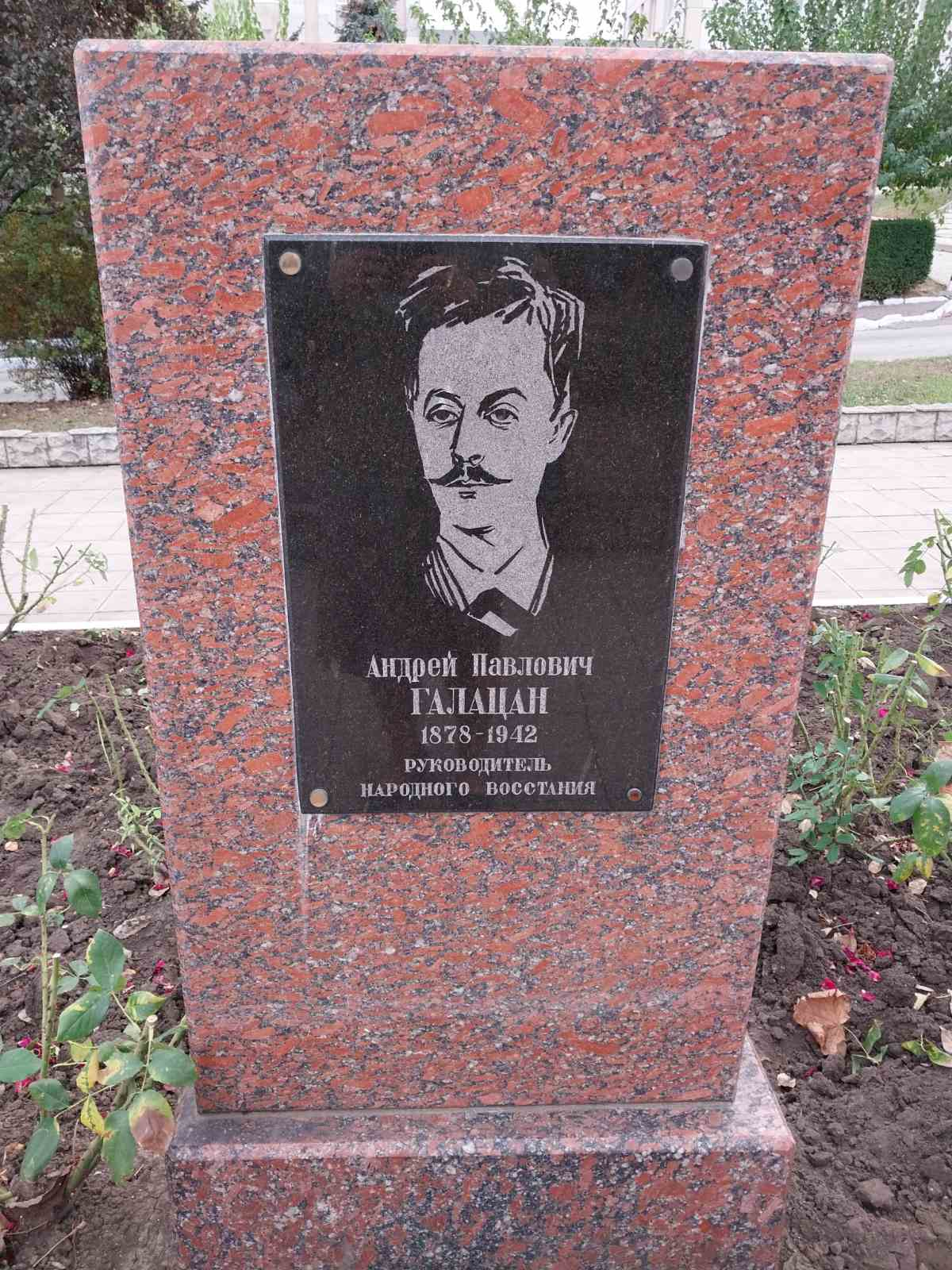
Кенотаф Галацану, 2023 год

В ряде советских публикаций утверждается, что Галацан «умер в 1942 году в блокадном Ленинграде». На деле же, 16 ноября 1942 года он был арестован по месту проживания в посёлке Вельгия Боровичского района, а 5 сентября 1943 года расстрелян.

## Память
Именем Галацана названа одна из центральных улиц в Комрате. Там же на Аллее Славы в память о Галацане установлена памятная надгробная плита. В 1987 году о его жизни был выпущен очерк Н. В. Бабилунги. Галацану также была посвящена статья в энциклопедии «Советская Молдавия». О Галацане была написана поэма Д. Н. Танасоглу. По состоянию на 2021 год, здание училища на углу улиц Ленина и Третьякова в Комрате, в котором собирались революционеры под руководством Галацана, находится под угрозой сноса.

## Комментарии
1. ↑  В те времена при оформлении официальных бумаг гагаузы указывали себя в качестве болгар, разницы между ними не делали также российские официальные и духовные власти в Бессарабии[8].